# Aurora
För andra betydelser, se Aurora (olika betydelser).

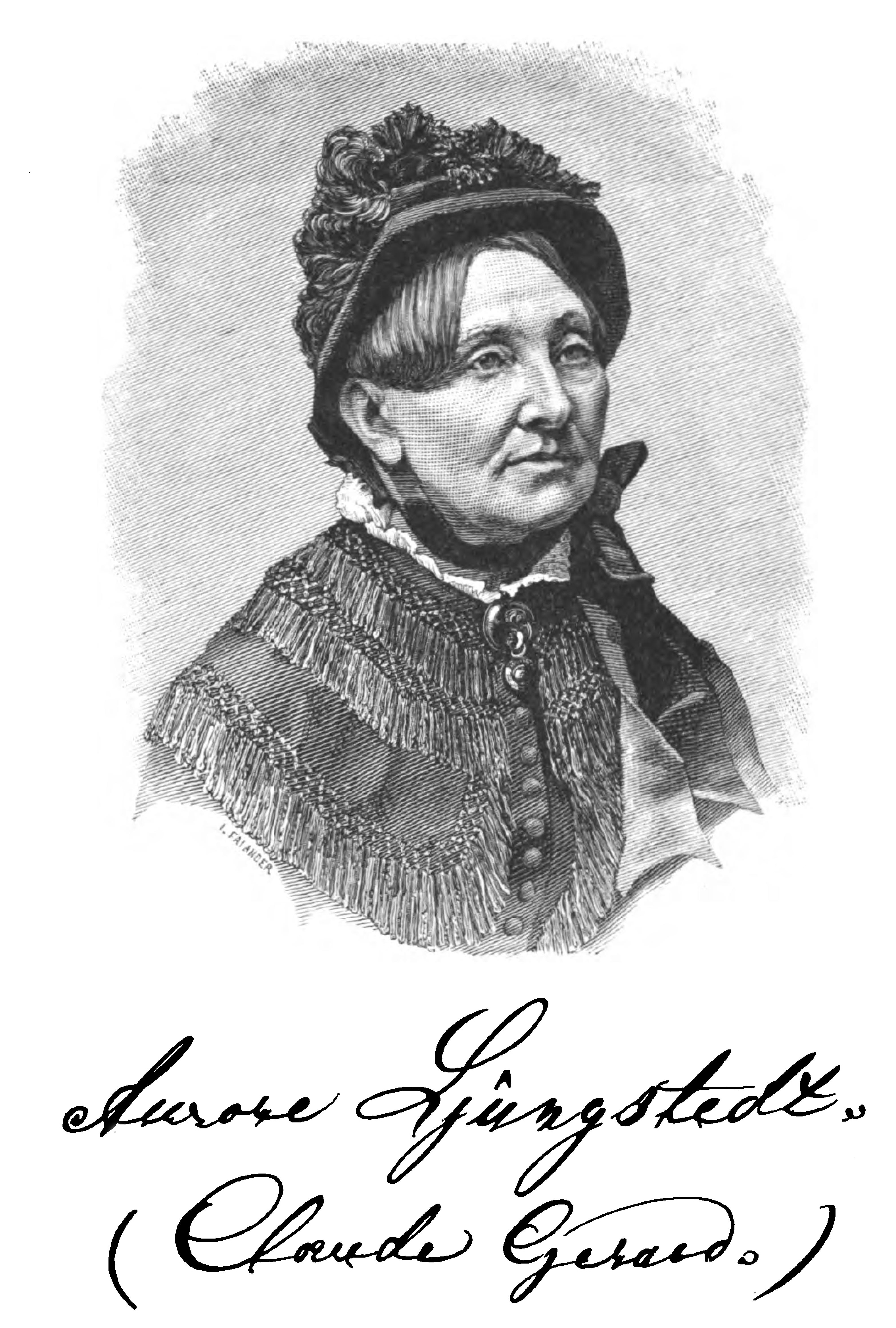
Aurora Ljungstedt

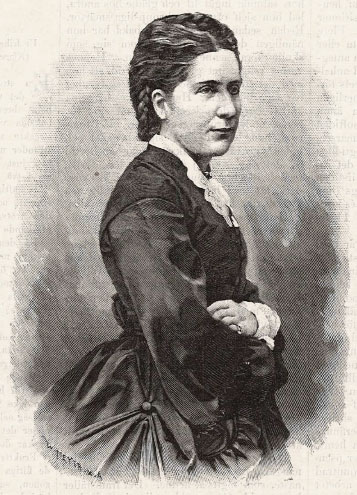
Aurore von Haxthausen

Aurora är ett kvinnonamn av latinskt/grekiskt ursprung som betyder morgonrodnad. Den franska formen är Aurore.
Namnet är sedan mitten på 1990-talet på väg uppåt i topplistorna men är fortfarande ovanligt som tilltalsnamn.[källa behövs]
Den 31 december 2014 fanns det totalt 3 858 kvinnor folkbokförda i Sverige med namnet Aurora, varav 713 bar det som tilltalsnamn. Motsvarande siffror för Aurore var 1562 respektive 33.
Namnsdag i svenska almanackan är den 3 juli. I Norge har Aurora namnsdag den 30 juli. I den finlandssvenska namnsdagslängden har Aurora namnsdag 10 mars sedan starten 1929, då en egen namnsdagskalender togs i bruk för finlandssvenskar.

## Personer med namnet Aurora
- Aurora Aksnes (född 1996), norsk popsångerska och låtskrivare med artistnamnet Aurora
- Aurora Karamzin (1808–1902), finländsk filantrop
- Aurora Königsmarck (1662–1728), grevinna, kung August den starkes mätress
- Aurora Liljenroth  (1772–1836), en av de första svenska kvinnorna som tog studentexamen (1788)
- Aurora Ljungstedt (1821–1908), svensk författare
- Aurora Nilsson (1894–1972), svensk författare
- Aurora Strandberg (1826–1850), svensk skådespelare
- Aurora, morgonrodnadens gudinna i romersk mytologi
- Aurora, prinsessa i disneyfilmen Törnrosa

## Personer med namnet Aurore
- Aurore Clément (född 1945), fransk skådespelare
- Aurore Grandien (1857–1940), svensk tidningsredaktör
- Aurore von Haxthausen ((1830–1888), svensk författare, tonsättare och pianist
- Aurore Palmgren (1880–1961), svensk skådespelare